# مجموعه ناشمارا
در ریاضیات، مجموعه ناشمارا (به انگلیسی: Uncountable Set) (یا مجموعه نامتناهیِ ناشمارا)، مجموعه‌ای نامتناهی است که شامل عناصر بسیار زیادی بوده، به گونه ای که قابل شمارش نباشند. ناشمارا بودن یک مجموعه، ارتباط نزدیکی با کاردینال آن مجموعه دارد: مجموعه‌ای ناشمارا است که کاردینال آن بیشتر از مجموعه اعداد طبیعی باشد.

## توصیفات
بسیاری از توصیفات معادل برای غیرقابل شمارش بودن وجود دارد. مجموعه X غیرقابل شمارش است اگر و تنها در صورتی که یکی از شرایط زیر برقرار باشد:
- از X به مجموعهٔ اعداد طبیعی تابع یک‌به‌یک وجود ندارد (بنابراین بدون تناظر دوسویه).
- X خالی نیست و برای هر دنبالهٔ ω از عناصر X، حداقل یک عنصر از X وجود دارد که در آن گنجانده نشده است. یعنی X خالی است و هیچ تابعی از اعداد طبیعی به X وجود ندارد.
- کاردینالیتی X نه متناهی است و نه مساوی است با (aleph-null).
- مجموعه X دارای کاردینالیتی به شدت بیشتر از  (aleph-null).

سه مورد اول از این مشخصه‌ها را می‌توان در نظریه مجموعه‌های زرملو-فرانکل اصل موضوع انتخاب ثابت کرد، اما هم ارزی سوم و چهارم بدون اصول انتخاب اضافی قابل اثبات نیست.

## ارجاعات
1. ↑  Weisstein, Eric W. "Uncountably Infinite". mathworld.wolfram.com (به انگلیسی). Retrieved 2020-09-05.
2. ↑  "Uncountable set". Wikipedia (به انگلیسی). 2024-08-06.

- مشارکت‌کنندگان ویکی‌پدیا. «Uncountable Set». در دانشنامهٔ ویکی‌پدیای انگلیسی، بازبینی‌شده در ۲۹ مهٔ ۲۰۲۱.

## کتابشناسی
- Halmos, Paul، Naive Set Theory. Princeton, NJ: D. Van Nostrand Company, 1960. Reprinted by Springer-Verlag, New York, 1974. ISBN 0-387-90092-6 (Springer-Verlag edition). Reprinted by Martino Fine Books, 2011. ISBN 978-1-61427-131-4 (Paperback edition).
- Jech, Thomas (2002), Set Theory, Springer Monographs in Mathematics (3rd millennium ed.), Springer, ISBN 3-540-44085-2